# 1221 Avenue of the Americas
1221 Avenue of the Americas este o clădire ce se află în New York City. Are 205 m și 51 de etaje.